# Lijst van hazelwormen
Onderstaand een lijst van alle soorten hazelwormen (Anguidae). Er zijn 78 soorten in 10 geslachten, 2 geslachten zijn monotypisch en worden slechts door één enkele soort vertegenwoordigd. 
- Soort Abronia anzuetoi
- Soort Abronia aurita
- Soort Abronia bogerti
- Soort Abronia campbelli
- Soort Abronia chiszari
- Soort Abronia cuetzpali
- Soort Abronia deppii
- Soort Abronia fimbriata
- Soort Abronia frosti
- Soort Abronia fuscolabialis
- Soort Abronia gaiophantasma
- Soort Abronia graminea
- Soort Abronia leurolepis
- Soort Abronia lythrochila
- Soort Abronia martindelcampoi
- Soort Abronia matudai
- Soort Abronia meledona
- Soort Abronia mitchelli
- Soort Abronia mixteca
- Soort Abronia montecristoi
- Soort Abronia oaxacae
- Soort Abronia ochoterenai
- Soort Abronia ornelasi
- Soort Abronia ramirezi
- Soort Abronia reidi
- Soort Abronia salvadorensis
- Soort Abronia smithi
- Soort Abronia taeniata
- Soort Abronia vasconcelosii
- Soort Anguis cephallonica
- Soort Anguis colchica
- Soort Anguis fragilis
- Soort Anguis graeca
- Soort Anguis veronensis
- Soort Barisia ciliaris
- Soort Barisia herrerae
- Soort Barisia imbricata
- Soort Barisia jonesi
- Soort Barisia levicollis
- Soort Barisia planifrons
- Soort Barisia rudicollis
- Soort Dopasia buettikoferi
- Soort Dopasia gracilis
- Soort Dopasia hainanensis
- Soort Dopasia harti
- Soort Dopasia ludovici
- Soort Dopasia sokolovi
- Soort Dopasia wegneri
- Soort Elgaria cedrosensis
- Soort Elgaria coerulea
- Soort Elgaria kingii
- Soort Elgaria multicarinata
- Soort Elgaria panamintina
- Soort Elgaria paucicarinata
- Soort Elgaria velazquezi
- Soort Gerrhonotus farri
- Soort Gerrhonotus infernalis
- Soort Gerrhonotus lazcanoi
- Soort Gerrhonotus liocephalus
- Soort Gerrhonotus lugoi
- Soort Gerrhonotus ophiurus
- Soort Gerrhonotus parvus
- Soort Gerrhonotus rhombifer
- Soort Hyalosaurus koellikeri
- Soort Mesaspis antauges
- Soort Mesaspis cuchumatanus
- Soort Mesaspis gadovii
- Soort Mesaspis juarezi
- Soort Mesaspis monticola
- Soort Mesaspis moreletii
- Soort Mesaspis viridiflava
- Soort Ophisaurus attenuatus
- Soort Ophisaurus ceroni
- Soort Ophisaurus compressus
- Soort Ophisaurus incomptus
- Soort Ophisaurus mimicus
- Soort Ophisaurus ventralis
- Soort Pseudopus apodus